# NGC 433
NGC 433 è un ammasso aperto situato nella costellazione di Cassiopea.
Fu scoperto il 29 settembre 1829 da John Herschel. Si trova a una distanza di 6500 anni luce dalla Terra. Ha un diametro lineare di 26,3 anni luce, una massa stimata di 479 masse solari e un'età di 65 milioni di anni.